# Thomas Turgis
Thomas Turgis (baptisé le 7 octobre 1623 - 11 juin 1704) est un homme politique anglais qui siège à la Chambre des communes entre 1659 et 1704, pour finalement devenir en 1701 le doyen de la Chambre, en tant que député avec le plus long service ininterrompu.

## Biographie
Il est le fils aîné survivant de Thomas Turgis, épicier de Londres et de sa première épouse Ebbot Urry, fille de Thomas Urry de Gatcombe, île de Wight. Il est baptisé le 7 octobre 1623. En 1648, il est nommé membre de la Worshipful Company of Grocers et reste assistant de la Compagnie jusqu'en 1687. Il hérite de la propriété de son riche père en 1651 et achète Lower Gatton dans le Surrey en 1654. Il a acquis un certain nombre d'autres manoirs dans le Surrey et est considéré comme l'un des roturiers les plus riches d'Angleterre .
En 1659, il est élu député de Gatton au troisième Parlement du protectorat. Il est commissaire de milice pour le Surrey en mars 1660. En avril 1660, il est réélu député de Gatton, face à un autre candidat pour la seule fois de sa carrière. Il est commissaire aux égouts en août 1660 et commissaire à l'évaluation pour le Surrey d'août 1660 à 1680 . Il est échevin de Farringdon Without ward dans la ville de Londres du 1er au 23 juillet 1661 . En 1661, il est réélu député de Gatton au Parlement cavalier. Il est commissaire aux récusants du Surrey en 1675 et commissaire à la reconstruction de Southwark en 1677. Il est réélu pour Gatton aux deux élections de 1679 et de 1681 et 1685. En 1687, il est démis de ses fonctions d'assistant de la Grocers 'Company. Il est commissaire à l'évaluation pour Londres et le Surrey de 1689 à 1690, il a été réélu député de Gatton en 1689, 1690, 1695, 1698 et aux deux élections en 1701.
Il est décédé à l'âge de 80 ans et est enterré à St. Dionis Backchurch, laissant un domaine de plus de 100 000 £ de revenu par an. William Newland est élu pour Gatton à l'âge de 21 ans et siège pour le reste de sa vie .
Il épouse Mary Beake, fille de William Beake, Merchant Taylor de Londres en 1655. Ils ont trois fils et une fille .